# Giovanni Soto
Pour les articles homonymes, voir Soto.
Pour le receveur portoricain de baseball, voir Geovany Soto.
Giovanni Luis Soto (né le 18 mai 1991 à Carolina, Porto Rico) est un lanceur gaucher de baseball. Il joue en 2015 pour les Indians de Cleveland de la Ligue majeure de baseball.

## Carrière
Giovanni Soto est repêché au 21e tour de sélection par les Tigers de Détroit en 2009. Il joue en ligues mineures avec des clubs affiliés aux Tigers à partir de 2009, jusqu'à ce que ceux-ci l'échangent aux Indians de Cleveland le 28 juillet 2010 contre le joueur d'arrêt-court Jhonny Peralta.
Lanceur partant dans les mineures jusqu'en 2012, il est par la suite employé comme lanceur de relève.
Soto joue avec l'équipe nationale de Porto Rico qui atteint la finale de la Classique mondiale de baseball 2013 contre la République dominicaine. 
Il fait ses débuts dans le baseball majeur comme lanceur de relève des Indians de Cleveland le 5 septembre 2015 face aux Tigers de Détroit.
Son séjour dans les majeures est de seulement 6 matchs, avec Cleveland en 2015. Au cours de ces sorties comme lanceur de relève, il lance 3 manches et un tiers, allouant 3 coups sûrs mais aucun point, aucun but-sur-balles et aucun retrait sur des prises. Sa moyenne de points mérités en carrière dans les majeures est donc de 0,00.